# Campionati mondiali di taekwondo 2003
I Campionati mondiali di taekwondo 2003 sono stati la 16ª edizione dei campionati mondiali di taekwondo, organizzati dalla World Taekwondo Federation, e si sono svolti a Garmisch-Partenkirchen, in Germania, dal 24 al 28 settembre 2003.

## Medagliati

### Maschile
| Specialità | Oro                        | Argento                       | Bronzo                                                  |
| -54 kg     | Choi Yeon-Ho Corea del Sud | Paul Green Regno Unito        | Roberto Cruz Filippine / Zahid Mammadov Azerbaigian     |
| 58 kg      | Chu Muyen Taiwan           | Behzad Khodadad Kanjobeh Iran | Ko Seok-Hwa Corea del Sud / Tim Thackrey Stati Uniti    |
| 62 kg      | Huang Chihhsiung Taiwan    | Omar Badía Spagna             | Omid Gholamzadeh Iran / Peter López Stati Uniti         |
| 67 kg      | Kang Nam-Won Corea del Sud | Mark Lopez Stati Uniti        | Erdal Aylanc Germania / Niyamaddin Pashayev Azerbaigian |
| 72 kg      | Kim Kyo-Sik Corea del Sud  | Hadi Saei Boneh Kohal Iran    | Rashad Ahmadov Azerbaigian / Caliskan Tuncay Australia  |
| 78 kg      | Steven López Stati Uniti   | Mohamed Ebnoutalib Germania   | Rosendo Alonso Spagna / Oh Seon-Taek Corea del Sud      |
| 84 kg      | Yossef Karami Iran         | Mickaël Borot Francia         | Tavakgül Bayramov Azerbaigian / Bahri Tanrıkulu Turchia |
| +84 kg     | Morteza Rostami Iran       | Zakari Asidah Danimarca       | Mići Kuzmanović Croazia / Lin Wencheng Taiwan           |

### Femminile
| Specialità | Oro                           | Argento                  | Bronzo                                                       |
| -47 kg     | Brigitte Yagüe Spagna         | Ying Wang Cina           | Dalia Contreras Venezuela / Thucuc Pham Germania             |
| 51 kg      | Lee Ji-Hye Corea del Sud      | Yanelis Labrada Cuba     | Elisha Voren Stati Uniti / Yaowapa Boorapolchai Thailandia   |
| 55 kg      | Ha Jeong-Yeon Corea del Sud   | Taylor Stone Stati Uniti | Sukkhon Nootcharin Thailandia / Veronique St.-Jacques Canada |
| 59 kg      | Areti Athanasopoulou Grecia   | Iridia Salazar Messico   | Lise Hjortshoj Danimarca / Sonia Reyes Spagna                |
| 63 kg      | Kim Yeon-Ji Corea del Sud     | Karine Sergerie Canada   | Tina Morgan Australia / Yulia Sukhavitskaya Bielorussia      |
| 67 kg      | Lee Sun-Hee Corea del Sud     | Sandra Šarić Croazia     | Elisavet Mistakidou Grecia / Liya Nurkina Kazakistan         |
| 72 kg      | Wei Luo Cina                  | Myriam Baverel Francia   | Atziber los Arcos Spagna / Munia Burguigue Marocco           |
| +72 kg     | Young Hyun-Jung Corea del Sud | Nataša Vezmar Croazia    | Kiriaki Kouvari Grecia / Chen Zhong Cina                     |

## Medagliere
| Posizione | Paese         | Oro | Argento | Bronzo | Totale |
| --------- | ------------- | --- | ------- | ------ | ------ |
| 1         | Corea del Sud | 8   | 0       | 2      | 10     |
| 2         | Iran          | 2   | 2       | 1      | 5      |
| 3         | Taiwan        | 2   | 0       | 1      | 3      |
| 4         | Stati Uniti   | 1   | 2       | 3      | 6      |
| 5         | Spagna        | 1   | 1       | 3      | 5      |
| 6         | Cina          | 1   | 1       | 1      | 3      |
| 7         | Grecia        | 1   | 0       | 2      | 3      |
| 8         | Croazia       | 0   | 2       | 1      | 3      |
| 9         | Francia       | 0   | 2       | 0      | 2      |
| 10        | Germania      | 0   | 1       | 2      | 3      |
| 11        | Canada        | 0   | 1       | 1      | 2      |
| 11        | Danimarca     | 0   | 1       | 1      | 2      |
| 13        | Cuba          | 0   | 1       | 0      | 1      |
| 13        | Messico       | 0   | 1       | 0      | 1      |
| 13        | Regno Unito   | 0   | 1       | 0      | 1      |
| 16        | Azerbaigian   | 0   | 0       | 4      | 4      |
| 17        | Australia     | 0   | 0       | 2      | 2      |
| 17        | Thailandia    | 0   | 0       | 2      | 2      |
| 18        | Bielorussia   | 0   | 0       | 1      | 1      |
| 18        | Filippine     | 0   | 0       | 1      | 1      |
| 18        | Kazakistan    | 0   | 0       | 1      | 1      |
| 18        | Marocco       | 0   | 0       | 1      | 1      |
| 18        | Turchia       | 0   | 0       | 1      | 1      |
| 18        | Venezuela     | 0   | 0       | 1      | 1      |
|           | TOTAL         | 16  | 16      | 32     | 64     |